# Provincia Melipilla
Melipilla (Provincia de Melipilla) este o provincie din regiunea Metropolitană Santiago, Chile, cu o populație de 161.727 locuitori (2012) și o suprafață de 4065,7 km2.